# 국제 동계 올림픽 종목 협의회
국제 동계 올림픽 종목 협의회(Association of International Olympic Winter Sports Federations)은 국제 올림픽 위원회(IOC)이 승인한 동계올림픽에 참가하는 동계 스포츠 협회들의 연맹이다. 1976년에 설립되었다.